# Hrant Melk'owmyan
Hrant Melk'owmyan (in armeno Հրանտ Մելքումյան?, traslitterato anche Melkhumyan; Erevan, 30 aprile 1989) è uno scacchista armeno.
Ha ottenuto il titolo di Grande maestro nel 2008, all'età di 19 anni.
Alcuni risultati:
- 2006:  secondo nel campionato del mondo U18 di Batumi, vinto da Arik Braun;
- 2008:  pari 1º-8º nel Chigorin Memorial di Soči;[1]
- 2010:  pari 1º-8º nell'open di Dubai;[2]
- 2011:  pari 2º-4º con Borki Predojević e Mircea Pârligras nel Bosna Tournament di Sarajevo;
- 2011:  in dicembre vince il campionato europeo blitz (per spareggio Bucholz su Dreev e Wojtaszek);
- 2012:  in gennaio vince il 2º campionato armeno di Scacchi960, in febbraio è 4º-8º nell'11º Open Aeroflot, vinto da Mateusz Bartel;[3]
- 2013:  1º-8º nel Campionato europeo individuale;[4]
- 2014:  in febbraio vince il torneo internazionale di Graz in Austria; in giugno vince l'open di Teplice nella Repubblica Ceca; in luglio vince il 34º open Villa de Benasque in Spagna; in agosto vince l'open dell'Università Tecnica di Riga.

Ha raggiunto il rating FIDE più alto in novembre 2014, con 2686 punti Elo.